# Академическая гребля на летних Олимпийских играх 2020 — четвёрки парные (мужчины)
Соревнования по академической гребле среди четвёрок парных у мужчин на летних Олимпийских играх 2020 года прошли с 23 по 28 июля 2021 года на гребном канале Си Форест на юге Токио в районе Кото. В соревнованиях приняли участие 40 спортсменов из 10 стран. Действующими двукратными олимпийскими чемпионами в данной дисциплине являлись немецкие гребцы. Из числа обладателей двух золотых наград на Играх в Токио выступал только Карл Шульце. Также в состав четвёрки вошёл Ханс Грюне, выступавший только в 2016 году. Филипп Венде и Лауриц Шоф после Игр 2016 года завершили международную спортивную карьеру. Продлить победную серию и стать первыми кому удалось завоевать золотые медали в четвёрках парных на третьих Играх подряд немецким гребцам не удалось и по итогам соревнований они заняли 8-е место.
Олимпийское золото 2020 с новым мировым рекордом выиграли нидерландские гребцы Дирк Эйттенбогард, Абе Вирсма, Тони Витен и Кун Метсемакерс. Соревнования в четвёрках парных на Олимпийских играх проводятся с 1976 года и впервые гребцы из Нидерландов смогли завоевать золотые награды. Серебряные медали завоевали спортсмены из Великобритании, а бронзовые гребцы из Австралии.
В составе сборной Норвегии выступил двукратный олимпийский чемпион Олаф Туфте, для которого Игры 2020 года стали уже седьмыми в карьере. Он стал первым из мужчин гребцов, кому удалось выступить на таком количестве Олимпийских игр. Среди женщин аналогичный результат имеет белорусская гребчиха Екатерина Карстен, а единоличным лидером является канадка Лесли Томпсон, выступившая на восьми Играх.

## Призёры
| Золото                                                                     | Серебро                                                             | Бронза                                                                |
| Нидерланды · Дирк Эйттенбогард · Абе Вирсма · Тони Витен · Кун Метсемакерс | Великобритания · Гарри Лиск · Ангус Грум · Том Баррас · Джек Бомонт | Австралия · Джек Клири · Калеб Антилл · Кэмерон Гёдлстон · Люк Летчер |

## Рекорды
До начала летних Олимпийских игр 2020 мировой и олимпийский рекорды были следующими:
| Мировой рекорд     | Дмитрий Михай, Иван Довгодько, Александр Надтока, Артём Морозов (UKR) | 5:32,26 | Амстердам | 30 августа 2014 |
| Олимпийский рекорд | Крис Морган, Джеймс Макрэй, Брендан Лонг, Даниэль Нунан (AUS)         | 5:36,20 | Пекин     | 10 августа 2008 |

По итогам соревнований были обновлены оба рекорда. В финальном заезде гребцы из Нидерландов завершили дистанцию за 5:32,03.

## Расписание
Время местное (UTC+9)
| Дата    | Время | Раунд                  |
| ------- | ----- | ---------------------- |
| 23 июля | 11:30 | Предварительные заезды |
| 25 июля | 10:40 | Отборочный заезд       |
| 28 июля | 08:50 | Финал B                |
| 28 июля | 10:30 | Финал A                |

Источник: 

## Квалификация
Квалификация на Олимпийские игры осуществлялась по результатам международных соревнований. Основным этапом отбора стал чемпионат мира 2019 года, по итогам которого стали известны обладатели восьми лицензий. Оставшиеся две квоты были распределены по результатам финальной квалификационной регаты в Люцерне. Первоначально одну из лицензий завоевали российские гребцы, но незадолго до начала Игр отказались от неё. Освободившаяся квота перешла к сборной Литвы.

## Результаты

### Предварительный этап
Первые две сборные из каждого заезда напрямую проходили в финал соревнований. Все остальные гребцы попадали в отборочный заезд, где были разыграны ещё две путёвки в решающий раунд.

#### Заезд 1
| Место    | Спортсмены                                                                | Страна         | Время   | Отставание | Примечания |
| -------- | ------------------------------------------------------------------------- | -------------- | ------- | ---------- | ---------- |
| 1        | Дирк Эйттенбогард Абе Вирсма Тони Витен Кун Метсемакерс                   | Нидерланды     | 5:39,80 | +0,00      | FA         |
| 2        | Джек Клири Калеб Антилл Кэмерон Гёдлстон Люк Летчер                       | Австралия      | 5:41,54 | +1,74      | FA         |
| 3        | Гарри Лиск Ангус Грум Том Баррас Джек Бомонт                              | Великобритания | 5:42,01 | +2,21      | R          |
| 4        | И Сюйди Цзан Ха Лю Дан Чжан Цюань                                         | Китай          | 5:43,44 | +3,64      | R          |
| 5        | Армандас Кяльмялис Мартинас Джяугис Довидас Немеравичюс Доминикас Янчёнис | Литва          | 6:03,07 | +23,27     | R          |
| Протокол |                                                                           |                |         |            |            |

#### Заезд 2
| Место    | Спортсмены                                                          | Страна   | Время   | Отставание | Примечания |
| -------- | ------------------------------------------------------------------- | -------- | ------- | ---------- | ---------- |
| 1        | Доминик Чая Виктор Хабель Симон Посник Фабиан Бараньский            | Польша   | 5:39,25 | +0,00      | FA         |
| 2        | Симоне Веньер Андреа Паницца Лука Рамбальди Джакомо Джентили        | Италия   | 5:39,28 | +0,03      | FA         |
| 3        | Юри-Микк Удам Аллар Рая Тыну Эндрексон Каспар Таймсоо               | Эстония  | 5:47,12 | +7,87      | R          |
| 4        | Мартин Хельсет Олаф Туфте Оскар Стабе Хельвиг Эрик Андре Сольбаккен | Норвегия | 5:49,02 | +9,77      | R          |
| 5        | Тим Оле Наске Карл Шульце Ханс Груне Макс Аппель                    | Германия | 5:50,11 | +10,86     | R          |
| Протокол |                                                                     |          |         |            |            |

### Отборочный этап
Первые два экипажа проходили в финал соревнований. Остальные гребцы квалифицировались в финал B, где распределяли места с 7-го по 10-е место.
| Место    | Спортсмены                                                                | Страна         | Время   | Отставание | Примечания |
| -------- | ------------------------------------------------------------------------- | -------------- | ------- | ---------- | ---------- |
| 1        | Гарри Лиск Ангус Грум Том Баррас Джек Бомонт                              | Великобритания | 5:55,91 | +0,00      | FA         |
| 2        | Юри-Микк Удам Аллар Рая Тыну Эндрексон Каспар Таймсоо                     | Эстония        | 5:56,52 | +0,61      | FA         |
| 3        | И Сюйди Цзан Ха Лю Дан Чжан Цюань                                         | Китай          | 5:56,86 | +0,95      | FB         |
| 4        | Мартин Хельсет Олаф Туфте Оскар Стабе Хельвиг Эрик Андре Сольбаккен       | Норвегия       | 6:02,85 | +6,94      | FB         |
| 5        | Тим Оле Наске Карл Шульце Ханс Груне Макс Аппель                          | Германия       | 6:02,86 | +6,95      | FB         |
| 6        | Армандас Кяльмялис Мартинас Джяугис Довидас Немеравичюс Доминикас Янчёнис | Литва          | 6:14,73 | +18,82     | FB         |
| Протокол |                                                                           |                |         |            |            |

### Финал

#### Финал B
| Место    | Спортсмен                                                                 | Страна   | Время   | Отставание | Итоговое место |
| -------- | ------------------------------------------------------------------------- | -------- | ------- | ---------- | -------------- |
| 1        | И Сюйди Цзан Ха Лю Дан Чжан Цюань                                         | Китай    | 5:46,07 | +0,00      | 7              |
| 2        | Тим Оле Наске Карл Шульце Ханс Груне Макс Аппель                          | Германия | 5:46,78 | +0,71      | 8              |
| 3        | Мартин Хельсет Олаф Туфте Оскар Стабе Хельвиг Эрик Андре Сольбаккен       | Норвегия | 5:47,34 | +1,27      | 9              |
| 4        | Армандас Кяльмялис Мартинас Джяугис Довидас Немеравичюс Доминикас Янчёнис | Литва    | 5:51,64 | +5,57      | 10             |
| Протокол |                                                                           |          |         |            |                |

#### Финал A
| Место    | Спортсмены                                                   | Страна         | Время          | Отставание |
| -------- | ------------------------------------------------------------ | -------------- | -------------- | ---------- |
| 1        | Дирк Эйттенбогард Абе Вирсма Тони Витен Кун Метсемакерс      | Нидерланды     | 5:32,03 WB, OB | +0,00      |
| 2        | Гарри Лиск Ангус Грум Том Баррас Джек Бомонт                 | Великобритания | 5:33,75        | +1,72      |
| 3        | Джек Клири Калеб Антилл Кэмерон Гёдлстон Люк Летчер          | Австралия      | 5:33,97        | +1,94      |
| 4        | Доминик Чая Виктор Хабель Симон Посник Фабиан Бараньский     | Польша         | 5:34,27        | +2,24      |
| 5        | Симоне Веньер Андреа Паницца Лука Рамбальди Джакомо Джентили | Италия         | 5:37,29        | +5,26      |
| 6        | Юри-Микк Удам Аллар Рая Тыну Эндрексон Каспар Таймсоо        | Эстония        | 5:38,58        | +6,55      |
| Протокол |                                                              |                |                |            |